# Great Lakes Council
Great Lakes Council is een Local Government Area (LGA) in de Australische deelstaat New South Wales.